# Svenska Lekförbundet
Svenska Lekförbundet var ett specialidrottsförbund för de så kallade friluftslekarna, bland annat handboll (utomhus och inomhus), korgboll och långboll. Förbundet bildades 1918 och var till en början konstituerat som en understödjande förening av enskilda medlemmar, men omorganiserades 1920 till ett föreningsförbund. Förbundets huvudsakliga uppgift blev efterhand att administrera de stora bollsporterna, handboll och korgboll, medan de mer lekbetonade spelen så som långboll och pärk kom att tillhöra skolidrotterna.
1923 upptogs Svenska Lekförbundet i Riksidrottsförbundet. 1930 upplöstes förbundet och den 25 november bildades Svenska Handbollförbundet (SHF) i dess ställe. 